# Майнор Фигероа
Майнор Алексис Фигероа Рочес (на испански: Maynor Alexis Figueroa Róchez) е бивш хондураски футболист, роден на 2 май 1983 г. в Хутиапа. Играе на поста ляв бек.

## Клубна кариера
Фигероа започва да тренира футбол в местния първодивизионен отбор Виктория през 1993 г., а през 1999 г. подписва първия си професионален договор. През 2003 г. преминава в Олимпия, където печели няколко шампионски титли, играе два финала за Копа Интерклубес УНКАФ и се утвърждава като капитан на отбора. За него се получават оферти от отбори от САЩ и Мексико, но нито една от тях не задоволява ръководството и самия играч. През януари 2008 г. отива под наем в Уигън Атлетик, а през лятото на същата година е подписан нов договор за наем, този път с опция за закупуване. На 23 декември 2008 г. Фигероа подписва постоянен договор за три и половина години. На 12 декември 2009 г. вкарва гол на Стоук Сити от собствената половина на игралното поле, прехвърляйки вратаря Томас Сьоренсен от пряк свободен удар.

## Национален отбор
Фигероа дебютира за Хондурас на 31 юнуари 2003 г. срещу Аржентина. През 2005 г. играе полуфинал за Златната купа на КОНКАКАФ, а две години по-късно – четвъртфинал в същия турнир. Освен това е участник на Световното първенство в Южна Африка, където играе във всичките три мача на Хондурас.